# Commissum nobis (bolla)
La Commissum nobis è una bolla di papa Urbano VIII, del 22 aprile 1639.
Il pontefice si rivolge al Collettore della Camera Apostolica del Portogallo, su istanza dei gesuiti spagnoli del Paraguay e del Brasile, per condannare la schiavitù degli indios del Sudamerica. Richiamando espressamente la Veritas Ipsa di papa Paolo III, sotto pena di scomunica, Urbano VIII proibisce:
La bolla, scritta nel 1639, venne pubblicata in Brasile nel 1640, suscitando nei governanti e negli schiavisti una tale reazione da spingere all'espulsione dei gesuiti dal Paese.